# لوحة مفاتيح الإبهام

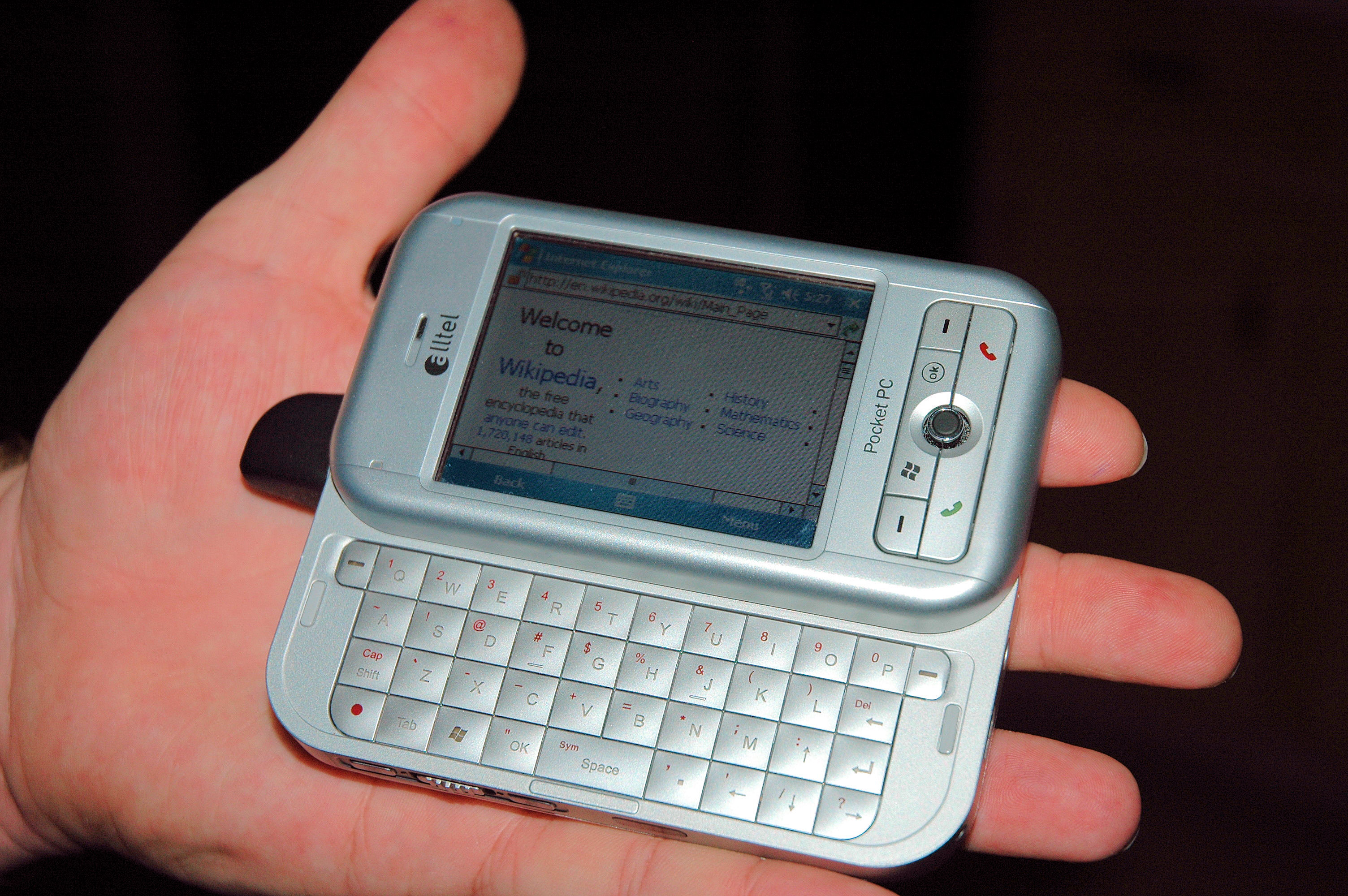
لوحة مفاتيح الإبهام في هاتف محمول مُنزَلِق

لوحة مفاتيح الإبهام (بالإنجليزية: Thumb keyboard)‏، أو لوحة الإبهام (بالإنجليزية: Thumb board)‏ هي نوع من لوحات المفاتيح تُوجد بشكلٍ شائِع في أجهزة المساعد الرقمي الشخصي، والهواتف المحمولة، والهواتف الذكيَّة وتتميَّز بتصميمٍ مُشابه للوحات المفاتيح العاديَّة، مثل كويرتي. عادةً ما يكون سطح الإدخال في هذا النوع مِن لوحات المفاتيح صغيرًا نسبيًا، ومخصصًا للكتابة باستخدام إبهام المُستخدم أثناء إمساكهِ بالجهاز.

## الأجهزة المزودة بلوحات مفاتيح الإبهام
- بلاك بيري
- بعض هواتف نوكيا بما في ذلك سلسلة نوكيا 6800
- إتش تي سي TyTN، إتش تي سي TyTN II، إتش تي سي Touch Pro، إتش تي سي Touch Pro2
- بعض أجهزة المساعد الرقمي الشخصي سوني CLIE
- بعض أجهزة المساعد الرقمي الشخصي هيوليت باكارد (سلسلة HP iPaq 4350/4355/63XX)
- وحدة تحكم Microsoft Xbox 360 "شات باد"
- موتورولا MPx220
- Palm Treo الهواتف الذكية، باستثناء Treo 180g
- بالم تنجستين سي
- منتجات سامسونج بما في ذلك Samsung Blackjack (SGH-i607)
- موتورولا كيو
- ويبرين: B1، B1L، B1H، I1

## انظر ايضا
هاتف ذكي